# Apoleptomastix attenboroughi
Apoleptomastix attenboroughi är en stekelart som beskrevs av John S. Noyes och Hayat 1994. Apoleptomastix attenboroughi ingår i släktet Apoleptomastix och familjen sköldlussteklar. Inga underarter finns listade i Catalogue of Life.